# I ragazzi dello Zecchino d'Oro
I ragazzi dello Zecchino d'Oro è un film per la televisione del 2019, diretto da Ambrogio Lo Giudice.
Il film narra la nascita del Piccolo Coro dell'Antoniano di Bologna, fondato nel 1963 dalla giovane maestra di musica Mariele Ventre per accompagnare i piccoli interpreti delle canzoni allo Zecchino d'Oro, con il supporto del presentatore Cino Tortorella.

## Trama
Il film TV, ambientato nella città di Bologna degli anni '60, ruota intorno al protagonista che è Mimmo, bambino di 9 anni dal carattere difficile, figlio di immigrati siciliani.
Il bambino, che alla scuola e allo studio preferisce la vita di strada nella banda di suo fratello maggiore Sebastiano, ha però un orecchio assoluto e notevoli doti canore. Un giorno la mamma Ernestina, preoccupata per lui, lo porta a un provino per un concorso canoro con la speranza che questa esperienza possa responsabilizzarlo. Su consiglio del suo insegnante, Mimmo si presenta a quel provino che rappresenterà l’inizio di uno spettacolo destinato a entrare nella storia della televisione e del paese: lo Zecchino d'Oro.
Mimmo viene scelto insieme ad altri bambini, tra cui Gaetano, figlio di un carabiniere e di una madre ambiziosissima, e Caterina, figlia di importanti imprenditori, i quali diventando presto amici per la pelle (grande amicizia si instaura tra Mimmo e Caterina), e sotto la guida di Mariele Ventre, giovane donna chiamata a creare un coro di piccole voci, diventeranno sempre più bravi.
Mariele, insieme a Cino Tortorella, accompagna i ragazzi alla prima esibizione canora in televisione, poi, due anni dopo, la costituzione di una formazione stabile che diventerà una vera e propria scuola di musica e di vita: il Piccolo Coro dell’Antoniano. Il successo del coro viene confermato con la registrazione della sigla di Canzonissima.

## Canzoni
- Otto il bassotto tracagnotto (A. Lo Giudice / P. Vivaldi / A. Lo Giudice)
- Eri piccola così (F. Buscaglione / L. Chiosso)
- Lettera a Pinocchio (M. Panzeri)
- Fammi crescere i denti davanti (A. Rossi / G. Pittari)
- La giacca rotta (M. Pagano / P. Pitagora)
- Popoff (P. Gualdi / M. Pagano / A. Benassi)
- Il pulcino ballerino (M. Pagano / F. Maresca)
- Il torero Camomillo (M. Pagano / F. Maresca)
- Volevo un gatto nero (M. Pagano / F. Maresca / A. Soricillo)
- Quarantaquattro gatti (G. Casarini)
- Zum zum zum (A. Amurri / B. Canfora)
- Adeste fideles

## Distribuzione
La sera del 30 giugno 2019 è andata in scena l'anteprima nazionale al CinéMax di piazzale Ceccarini a Riccione. Introducono la serata: Eleonora Andreatta (direttore Rai Fiction), Fabrizio Zappi (capostruttura Rai Fiction), Federico Scardamaglia (produttore), Ambrogio Lo Giudice (regista), Matilda De Angelis (attrice) in collaborazione con "compagnia Leone Rai Fiction".
La sera del 29 ottobre 2019 è andata in scena l’anteprima presso il teatro dell’Antoniano alla presenza dello stesso regista, del vice sindaco di Bologna, del direttore e dei dipendenti dell’Antoniano e di alcuni dirigenti della casa di produzione.
Al pomeriggio del 28 dicembre 2019 il film è stato proiettato al Cinema Lumière.
La sera del 21 luglio 2020 è stato proiettato il film, per la rassegna cinematografica "Cinema sotto le Stelle" a Bologna, dove il regista Ambrogio Lo Giudice ha presentato il film.
Il film è stato trasmesso la sera del 3 novembre 2019 con 4 228 000 telespettatori e il 18,3% di share.
Il film è disponibile su Netflix e Rai Play.

## Curiosità
- Nel film Adeste fideles è interpretata dal coro "Vecchioni di Mariele" formato da ex bambini del Piccolo Coro dell'Antoniano diretto da Mariele Ventre[5].
- Olga Rui Marchiò (che ha interpretato Caterina), prima della partecipazione al film ha partecipato realmente allo Zecchino d'Oro 2017 con la canzone Radio giungla.